# 小沢元
小沢 元（おざわ げん、1930年1月17日 - ）は、日本の経営者。大東京火災海上保険社長を務めた。

## 来歴・人物
東京都出身。1965年に東京大学法学部を卒業し、同年に大東京火災海上保険に入社した。1973年6月に取締役に就任し、1976年7月に常務、1983年7月に専務を経て、1990年6月に副社長に就任し、1995年6月には社長に昇格。1998年6月から2001年3月までに会長を務めた。